# Centropogon pyropus
Centropogon pyropus är en klockväxtart som beskrevs av Franz Elfried Wimmer. Centropogon pyropus ingår i släktet Centropogon och familjen klockväxter. Inga underarter finns listade i Catalogue of Life.